# Rioux (Frankrijk)
Rioux is een gemeente in het Franse departement Charente-Maritime (regio Nouvelle-Aquitaine). De plaats maakt deel uit van het arrondissement Saintes. Rioux telde op 1 januari 2022 977 inwoners.

## Bezienswaardigheden
- De 12e-eeuwse romaanse kerk Notre-Dame heeft een rijkelijk gedecoreerde apsis en friezen met kraagstenen. Boven het hoofdportaal prijkt een Maagd met Kind in een mandorla. De kerk vormt een van de toppunten van romaanse kunst in de Saintonge.

## Geografie
De oppervlakte van Rioux bedroeg op 1 januari 2022 18,98 vierkante kilometer; de bevolkingsdichtheid was toen 51,5 inwoners per km².
De onderstaande kaart toont de ligging van Rioux met de belangrijkste infrastructuur en aangrenzende gemeenten.

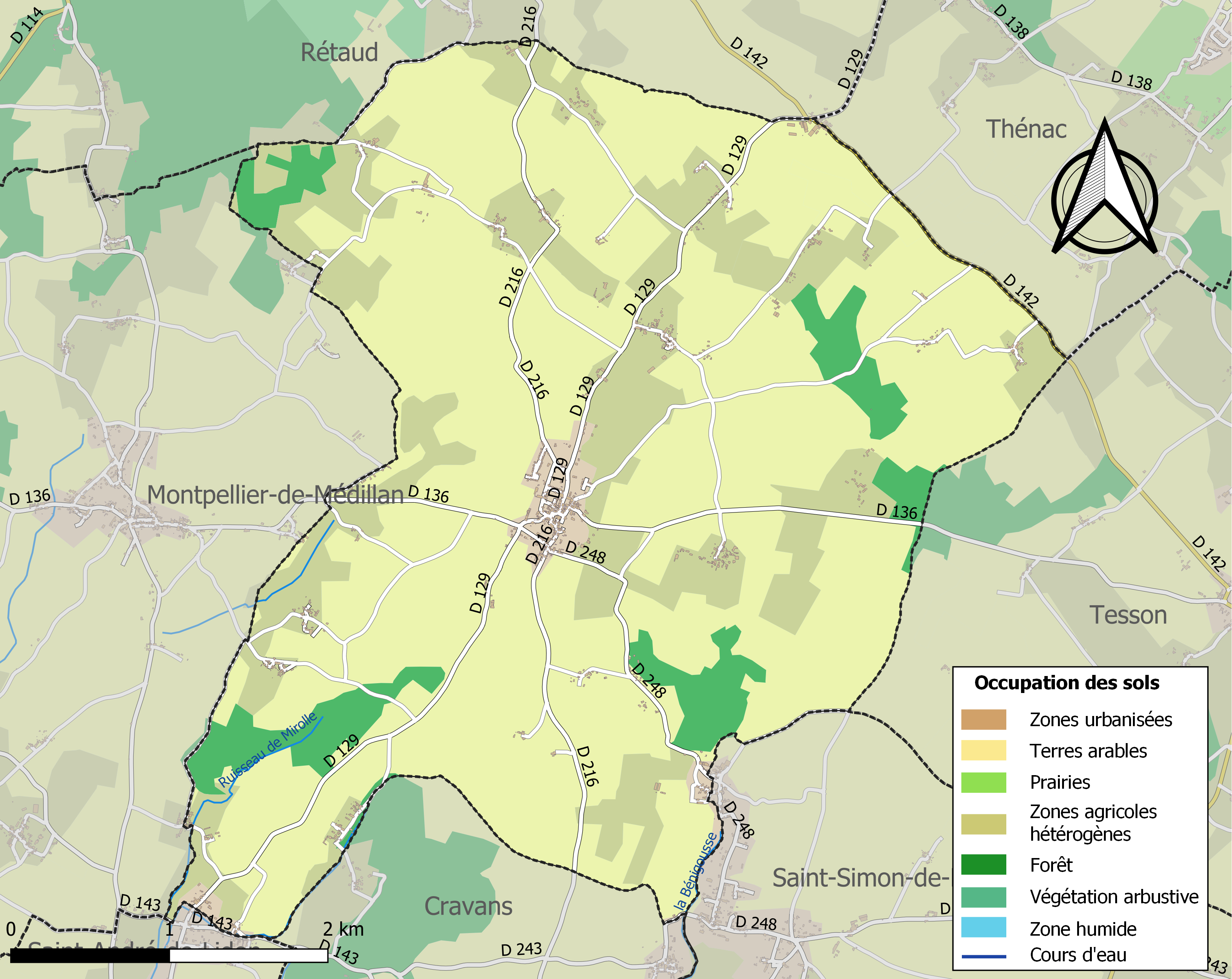

## Demografie
Onderstaande figuur toont het verloop van het inwonertal (bron: INSEE-tellingen).